# Deportivo Anzoátegui Sport Club
Il Deportivo Anzoátegui Sport Club è stata una società calcistica di Puerto La Cruz, Venezuela.

## Storia

### Fondazione
Il club fu fondato nel 2002 da Juan Pereira. Debuttò ufficialmente nella Tercera División il 9 novembre 2002 all'Estadio Olímpico Hermanos Ghersi Páez contro il Paratocos Fútbol Club (vittoria per 3-0). Nella stagione 2002-2003 vinse il campionato di Tercera División, ottenendo la promozione.

### Segunda División
Il club partecipò al campionato di Segunda División nelle stagioni 2003-2004, 2004-2005, 2005-2006 e 2006-2007 terminate rispettivamente in 4ª, 4ª, 6ª, 5ª posizione. Nella stagione 2006-2007 vinse il Torneo Apertura de Segunda División. La promozione in Primera División si ebbe grazie all'ampliamento del numero di squadre partecipanti al campionato (da 10 a 18).

### Primera División
Il debutto in Primera División avvenne il 5 agosto 2007 contro l'Unión Atlético Maracaibo, terminata con il punteggio di 1-1. Con l'arrivo di César Farías come allenatore, il club divenne uno dei più importanti a livello nazionale, terminando in seconda posizione il torneo apertura. Nel 2008 César Farías lascia l'incarico, accettando di allenare la Nazionale di calcio del Venezuela. Nella stagione 2008-2009 è ammesso per la prima volta in una competizione internazionale, la Coppa Libertadores 2009.

## Stemma
Lo stemma del club riproduce i colori sociali dello stesso (giallo e rosso). In alto è posta una stella assegnata dalla
FVF al club dopo aver ottenuto la vittoria del Torneo Aspirantes (stagione 2002/03). In alto a destra è posto un disegno raffigurante la forma geografica dello Stato Anzoátegui. In diagonale è presente la scritta DASC, che indica le iniziali del club. In basso a destra è inoltre presente un pallone da calcio e l'anno di fondazione.

## Palmarès

### Competizioni nazionali
- Copa Venezuela: 2

2008, 2012

### Altri piazzamenti
- Copa Venezuela:

Semifinalista: 2018
- Segunda División:

Secondo posto: 2003-2004

## Dati statistici
- Stagioni in Primera: 1
- Stagioni in Segunda: 4
- Stagioni in Tercera: 1
- Primo gol: Erbin Díaz (9 novembre 2002)
- 100° gol: Ender Márquez (2004)
- 200° gol: Pablo Gomis (19 febbraio 2006)
- 300° gol: Alexander Rondón (16 settembre 2007)
- Maggiore vittoria: 7-1 all'Estrella Roja Fútbol Club il 27 aprile 2008
- Peggiore sconfitta: 4-0 con Zamora Fútbol Club il 24 novembre 2004
- Massimo Goleador del Club: Zamir Valoyes (45 Gol)

## Competizioni CONMEBOL
- Coppa Sudamericana

2009: Primo turno
2011: Secondo turno

## Divisa
Divise dal 2002 al 2007
| 2002 | 2003 | 2004 | 2005 | 2006 | 2007 |  |

## Rosa 2013/2014
| N. |                      | Ruolo | Calciatore            |
| -- | -------------------- | ----- | --------------------- |
| 1  | Venezuela (bandiera) | P     | Leonardo Morales      |
| 2  | Venezuela (bandiera) | D     | Eduar Palacios        |
| 3  | Venezuela (bandiera) | D     | Marcos Gutierrez      |
| 4  | Venezuela (bandiera) | D     | Pedro Boada           |
| 5  | Venezuela (bandiera) | C     | José R. Duno          |
| 6  | Venezuela (bandiera) | D     | José Yegües           |
| 7  | Venezuela (bandiera) | C     | César González        |
| 8  | Venezuela (bandiera) | C     | José David Moreno     |
| 9  | Panama (bandiera)    | A     | Edwin Aguilar         |
| 10 | Uruguay (bandiera)   | C     | Nicolás Massia        |
| 11 | Venezuela (bandiera) | C     | Johnny Gonzalez       |
| 12 | Venezuela (bandiera) | P     | Angel Hernandez       |
| 13 | Venezuela (bandiera) | A     | Jesús Márquez         |
| 14 | Venezuela (bandiera) | A     | Jesús Gonzalez        |
| 15 | Venezuela (bandiera) | D     | José Manuel Velazquez |
| 16 | Venezuela (bandiera) | C     | Kenselei Lozada       |

| N. |                      | Ruolo | Calciatore               |
| -- | -------------------- | ----- | ------------------------ |
| 17 | Venezuela (bandiera) | D     | Edixon Cuevas            |
| 18 | Venezuela (bandiera) | A     | Johnny Carneiro          |
| 19 | Argentina (bandiera) | C     | Luis Lobo                |
| 20 | Venezuela (bandiera) | D     | Grenddy Perozo           |
| 21 | Venezuela (bandiera) | D     | Rubén Yori               |
| 22 | Venezuela (bandiera) | A     | Adrián Lezama            |
| 23 | Argentina (bandiera) | A     | Emerson Panigutti        |
| 24 | Venezuela (bandiera) | A     | Juan Antonio Garcia      |
| 25 | Venezuela (bandiera) | P     | Nafic Njandjy            |
| 26 | Venezuela (bandiera) | D     | Giácomo Di Giorgi        |
| 27 | Venezuela (bandiera) | C     | Carlos Enrique Fernández |
| 28 | Venezuela (bandiera) | A     | Kenneth Lanz             |
| -  | Argentina (bandiera) | P     | Marcelo Ojeda            |

## Allenatori
| Allenatore            | Periodo          |
| --------------------- | ---------------- |
| Carlos Horacio Moreno | 2002 – 2003      |
| René Torres           | 2003             |
| Daniel Lanata         | 2003 – 2004      |
| Miguel Echenausi      | 2004 – 2005      |
| Stalin Rivas          | 2005 – 2006      |
| Cesar Farias          | 2006 – 2007      |
| Marcos Mathias        | 2008 – (Attuale) |